# Bomolocha internalis
Bomolocha internalis là một loài bướm đêm trong họ Noctuidae.